# Fuente de Herón

La fuente de Herón es una máquina hidráulica inventada por el físico, matemático e ingeniero del siglo I Herón de Alejandría.
Herón estudió la presión del aire y del vapor, definió las bases del primer motor de vapor y construyó artefactos que impulsaban chorros de agua. Uno de ellos es conocido como la Fuente de Herón. Aún hoy se emplean numerosas versiones de la fuente de Herón en clases de física, como demostraciones de los principios de hidráulica y neumática.

## Construcción
La fuente de Herón está construida de la siguiente manera:
- Se parte de una pileta abierta al aire libre; se hace pasar un tubo desde la parte inferior de la pileta a un recipiente hermético situado bajo esta a una distancia considerable, que será el que aporte el aire necesario para el funcionamiento de la fuente;
- Desde la parte superior del recipiente del aire parte un nuevo tubo hacia un segundo recipiente hermético que contendrá agua y será el encargado de bombearla a la pileta;
- Desde el fondo de este recipiente sale un tubo que alcanza un nivel ligeramente superior al del agua en la pileta y constituirá la salida de agua en la fuente;
- Se llena la pileta con agua;
- El agua de la pileta fluye en dirección al recipiente que contiene el aire en la parte inferior, debido a la gravedad. A medida que el agua llene el recipiente, desplazará el aire contenido en él;
- El aire fluye asimismo hacia el recipiente del agua, la cual es desplazada, provocando que se bombee el líquido por encima de la pileta;
- El flujo se detendrá cuando el nivel de agua en el segundo recipiente descienda por debajo del tubo que suministra el agua a la fuente.

## Movimiento
Aunque pueda parecerlo en una primera impresión, esta no es una máquina de movimiento perpetuo. Si la tobera por la que brota el agua es estrecha, puede que el mecanismo esté en funcionamiento durante varios minutos, pero al final acabará deteniéndose. Puede que el agua que sale del tubo ascienda por encima del nivel de cualquiera de los tres recipientes, pero el flujo neto de agua es descendente. 
Puede parecer menos paradójico si es considerado como un sifón, pero sin el doblado que presenta el tubo en la parte superior. En su lugar, la presión de aire entre los dos recipientes inferiores proporciona la presión positiva necesaria para elevar el agua sobre el arco. A esto se le conoce también como Sifón de Herón.

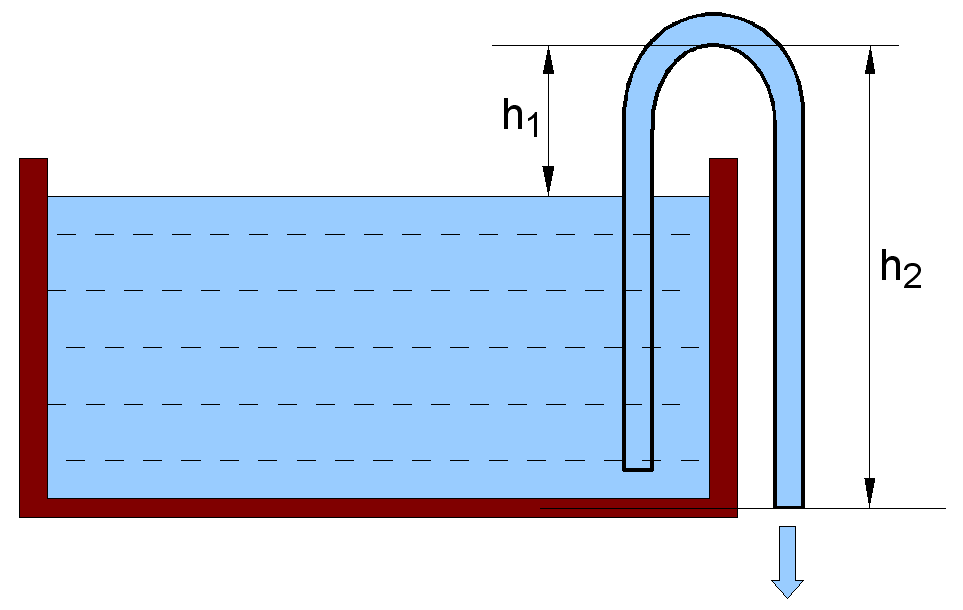
Sifón.

La  energía potencial gravitatoria del agua que cae desde la pileta al recipiente inferior, es transferida mediante la presión neumática (solo se mueve aire hacia arriba en esta etapa) y de esta forma se empuja el agua en el recipiente superior por encima de la pileta.
La altura que alcanza el chorro que brota de la fuente (tomada desde la superficie del agua de la pileta abierta) puede ascender tan alto como la diferencia de alturas en los niveles de agua de ambos recipientes herméticos. Para maximizar el efecto, debe colocarse el recipiente superior todo lo que se pueda por encima del recipiente inferior, independientemente de donde esté la pileta abierta.
Tan pronto como el nivel de agua descienda por debajo del tubo, la fuente se detendrá. Para conseguir que la fuente funcione de nuevo, habría que vaciar el agua del recipiente inferior (el que suministra el aire), y rellenar de agua el superior y la pileta. Por lo tanto, se deduce que esto está ligado con las leyes básicas de la presión, así que se debe saber que son las principales para entender esto.